# Blue Devil
Blue Devil (Dan Cassidy) è un personaggio immaginario, un supereroe che compare nel materiale pubblicato dalla DC Comics. Comparve per la prima volta in un inserto speciale pubblicato in Fury of Firestorm n. 24 (giugno 1984). La storia portò direttamente a Blue Devil n. 1, anche questo datato giugno 1984. Fu creato da Dan Mishkin, Gary Cohn e Paris Cullins. Il fumetto di Blue Devil durò 32 numeri, e successivamente Blue Devil comparve come personaggio ricorrente in Shadowpact, che durò invece 25 numeri.
Dan Cassidy lavorava come stuntman e specialista di effetti speciali a Hollywood quando creò il costume di Blue Devil, completo di esoscheletro, specificamente disegnato per un film in cui stava recitando. Durante le riprese, il demone Nebiros pensò che Cassidy fosse un vero demone e cercò di rubargli i suoi poteri demoniaci, cosa che lasciò Cassidy incastrato nel costume. Dopo questo evento Cassidy cominciò la sua attività di supereroe, e al successivo incontro, fu trasformato in un vero demone dal demone Neron. Rammaricandosi del patto, Blue Devil decise quindi di combattere contro il male occulto, spesso al fianco di altri membri dello Shadowpact.
Il suo tridente originale era un dispositivo meccanico disegnato da Cassidy ma, in seguito, quando divenne un vero demone, acquisì il "Tridente di Lucifero" per aiutarlo a combattere i demoni. Blue Devil comparve negli episodi della serie animata Justice League Unlimited così come in brevi comparse in Young Justice.

## Concetto e creazione
Gary Cohn raccontò di come lui e il suo partner scrittore Dan Mishkin crearono Blue Devil:
Tuttavia, a Manak piacque la proposta e suggerì che lo mostrassero all'artista Paris Cullins. Cullins ne fu subito entusiasta, e a Blue Devil fu data una propria serie.
Il costume di Blue Devil e l'aspetto visivo generale fu prevalentemente disegnato da Cohn; Cullins disegnò la sua cintura.

## Storia di pubblicazione
Il co-scrittore Gary Cohn raccontò che "Durante i primi sei numeri [di Blue Devil], io vivevo a Brooklyn e Paris [Cullins] viveva a Philadelphia. Paris era una specie di spirito libero: si mosse fino a New York in treno con il suo libro degli schizzi, la sua cartella artistica, il suo spazzolino da denti, e stette a casa mia per tre o quattro giorni. Passammo il tempo creando storie e visuali ridendo istericamente. Chiamavamo Dan [Mishkin] costantemente, e non fu il rigido processo dello scrivere un copione, darlo all'artista, o anche scrivere un copione e darlo all'artista. Fu una collaborazione molto omogenea. Dopo il n. 6, Cullins lasciò la serie, e sia Mishkin che Cohn sentirono che nessun artista successivo sarebbe stato in grado di catturare la combinazione di brividi e divertimento che volessimo che la serie avesse.
La prima serie di Blue Devil fu scritta intenzionalmente come una storia leggera e umoristica, ma questo stile così leggero fu scartato con la successiva comparsa del personaggio.

## Biografia del personaggio
Daniel Patrick Cassidy è un mago degli effetti speciali e uno stuntman assunto per creare e recitare nel ruolo di protagonista nel film Blue Devil. A quel fine, Cassidy creò un costume intero con un potente esoscheletro nascosto e dei dispositivi costruiti per gli effetti speciali. Quando i due protagonisti liberarono accidentalmente un demone chiamato Nebiros, Cassidy utilizzò il suo costume per riportare il demone indietro, ma non prima di rimanere colpito da un'energia mistica. Dopo il combattimento, Cassidy notò che il colpo lo aveva permanentemente bloccato dentro il suo costume da Blue Devil.
Cassidy si ritrovò velocemente coinvolto in ripetute avventure e conflitti con i super criminali, e il nuovo status lo tramutò in una "calamita per stranezze". Dopo aver provato e fallito nel togliersi il suo costume, Cassidy cominciò ad abituarsi al suo nuovo stile di vita, e divenne sempre più abituato alla sua vita da supereroe, accettando addirittura un posto nella Justice League of America. Ottenne anche una spalla, quando Eddie Bloomberg, il suo ex segretario e fan devoto, disegnò una tuta simile alla sua per diventare Kid Devil. Alla fine, si mosse nella "Casa delle Assurdità" con Caino il becchino come suo superintendente.

### Blue Devil e successive alleanze
In cerca di più fama e avventura, Blue Devil fu avvicinato dal demone Neron. Neron era noto per proporre occasioni Faustiane sia a eroi che criminali. Neron offrì a Cassidy grande fama come attore, richiedendo in cambio un atto di distruzione. Neroin inviò Cassidy a distruggere una stazione elettrica senza equipaggio nel deserto. Credendo che fosse un'azione relativamente innocua, Blue Devil accettò e inavvertitamente causò la morte della zia di Eddie, Marlene, la migliore amica di Cassidy. La storia della sua perdita personale fu sufficiente ad attrarre numerose proposte di lavoro.
Opponendosi a Neron, Cassidy fu in grado di sventare in parte i piani a breve-termine del demone, ma morì durante questa missione. La morte di Cassidy fu di breve durata, in quanto fu riportato in vita come demone reale, non più come un uomo in un costume organico. Ironicamente, Cassidy diventò un devoto cattolico, ma ora era incapace di mettere piede su suolo consacrato senza scoppiare in fiamme.
Blue Devil si unì di nuovo alla Justice League, finché non morì una seconda volta per mano di Mist, che gli gettò addosso una doccia di Acqua Santa, ma fu resuscitato ancora da Sebastian Faust, che sperò di ottenere la sua assistenza per ricreare le fiamme dell'inferno durante la storia Il Giorno del Giudizio. Blue Devil ebbe l'occasione di battersi con Nebiros, potenziato ora da un magico tridente simile a quello donatogli dal Re delle Menzogne in persona. Blue Devil era alla pari con Nebiros, privandolo del suo tridente e permettendo a Firestorm di ucciderlo; tornato sulla Terra, gli altri eri delle Sentinelle della Magia salvarono il mondo.
Blue Devil quindi si unì alle Sentinelle della Magia e divenne il partner di Faust, ma fu un'alleanza difficile. In un apparente atto di gentilezza, Faust ricostituì la libertà di Blue Devil restituendogli il suo ultimo osso mancante. Blue Devil sacrificò la sua vita combattendo Hermes Trismegistus, ma come vero demone ritornò di nuovo in vita. Gli fu data la missione di vagare sulla Terra con il Tridente di Lucifero inviando demoni evasi all'inferno.

### Un anno dopo
Un anno dopo, Blue Devil era impiegato come buttafuori all'Oblivion Bar, un posto interdimensionale per gli esseri magici, e fu qui che reclutò Ragman, Enchantress e il Detective Chimp per combattere contro lo Spettro in Il Giorno della Vendetta. Con la sua forza demoniaca, era il battitore più pesante degli Shadowpact, l'assemblaggio di eroi magici devoti a combattere ogni "causa persa". Questo gruppo fu addirittura in grado di ferire il potente Eclipso. Sentendolo necessario per la prima volta in tanto tempo, decise di fare parte della squadra. Una delle missioni a cui presero parte fu di aiutare a sorvegliare la selvaggia magia della "Decima Era", un risultato diretto degli eventi de Il Giorno della Vendetta.
Blue Devil passò l'"anno mancante" intrappolato a Riverrock, Wyoming, insieme al resto degli Shadowpact. Era una piccola città nascosta da uno scudo di sangue creato da un gruppo di esseri magici maligni, chiamati il Pentacolo. Qui incontrarono, o piuttosto ri-incontrarono, Jack of Fire, un demone rosso e muscoloso. L'entità nascondeva un volto sfigurato e tutt'ossa sotto una bandana nera, affermando di essere stato tramutato in un demone dalle azioni di Daniel. Le sue spiegazioni successive affermarono che quando il demone Neron trasformò Daniel in un demone, i genitori morti e i parenti di Patrick furono trascinati dal Paradiso all'Inferno.
Da lì in poi, la vita di Blue Devil cominciò a peggiorare: anche se nel tempo della sua vita personale passarono solo pochi giorni, Enchantress fu costretta a rubare un anno di vita da ognuno dei membri dello Shadowpact (e di ogni persona vivente di Riverrock) per infrangere la barriera sanguinosa. Come tale, il mondo intero pensò per molto tempo che gli Shadowpact erano perduti, e gli costruirono persino un memoriale. Essendo stato considerato morto per anni, Blue Devil faticò a ricostruirsi una vita.
Blue Devil fu costretto a battersi contro Kid Devil, ora con nuovi poteri metaumani dallo stesso Neron. Quando gli fu chiesto del suo coinvolgimento nella morte di Marlene, Blue Devil fu costretto ad ammettere che le sue azioni furono la causa della sua morte. E fu a causa dei termini del suo accordo con Neron che ne sarebbe diventato l'eterno servitore nel giorno del suo 20º compleanno, Eddie perse fiducia in Blue Devil e capì che ora era dannato avendo perso tutta la fiducia nel suo ex eroe preferito a seguito della sua confessione. Kid Devil, arrabbiato, gridò a Blue Devil di stargli lontano e corse via lasciandolo con un grande senso di colpa.
Aggiungendo altra miseria alla sua condizione, Blue Devil fu degradato al rango di "demone rimante". La sua nuova posizione costrinse l'angelo terrestre Zauriel a confrontarsi con lui. Questa nuova condizione paradossale fu spiegata a causa del suo essere sia un eroe che un demone: essendo famoso e amato da tutti, rende l'inferno un posto alla moda, spingendo le menti deboli a raggiungere quel fascino inviando le loro anime all'inferno. Zauriel, a nome della sua buona fede, prese il posto di Blue Devil negli Shadowpact, dandogli il tempo di uscire dal suo patto infernale.
Blue Devil rimise il suo caso nelle mani di un avvocato desideroso, più che felice di confrontarsi di persona con l'inferno in un'aula di giustizia. Blue Devil si assunse il compito di completare 13 lavori, come Ercole prima di lui, a nome della Chiesa cattolica come segno della sua buona volontà.
Ritornando all'inferno per l'udienza finale, scoprì che Jack of Fire fu il primo a vendere l'anima di un suo parente, e Blue Devil lo seguiva involontariamente. Il suo avvocato dimostrò più volte che Jack era l'unico che poteva restituire l'anima a Cassidy, e le anime della sua famiglia, in quanto fu lui a venderle come prima cosa. Blue Devil utilizzò il suo nuovo status minore come demone rimante per costringere Jack a farlo, ma nel farlo perse sia il Tridente di Lucifero che la sua forma demoniaca, ritornando ad essere un mortale.
Jack of Fire era adesso alleato con uno strano potentissimo Dio del Sole, ma complottava di tradirlo in cambio del suo duro trattamento e guidare un'armata di demoni sulla Terra. Cassidy si sentì costretto a indossare una nuova armatura, molto simile a quella indossata durante gli anni a Hollywood, ma anche più potente. Jack of Fire cercò una scusa per battersi con il suo alleato che invece rifiutò: in realtà, dopo una breve lotta, scoprendo che il Dio del Sole lo avrebbe ucciso per il suo tradimento, si suicidò di fronte a Cassidy, nominandolo ereditiero di tutto il suo potere e del suo status demoniaco - ma senza perdere la sua anima. Cassidy si unì quindi agli Shadowpact per sconfiggere il Dio del Sole, e Zauriel terminò il suo periodo temporaneo come membro del gruppo.
Durante la storia Reign in Hell, Cassidy convinse Zatanna e Sargon lo Stregone a portarlo all'inferno e ad accompagnarlo per fare un nuovo accordo con Lord Satanus contro Neron; quando, dopo tanta sofferenza, arrivarono a Satanus, lo pregò di essere integrato nelle sue forze d'attacco nella speranza di ottenere il dono della totale umanità dal demone in caso di vittoria. Inavvertitamente, si vantò di essere in grado di tenere Etrigan sotto controllo, cosa che causò danno alle forze di Satanus; Satanus ne prese atto e lo teletrasportò a battersi con Etrigan, ma dopo aver perso la battaglia, il demone gli rubò quel poco che restava della sua umanità.
Successivamente, a causa degli effetti della droga magica che Satanus aveva rilasciato negli inferi, Cassidy fu trasformato in un umano, ma senza anima. Etrigan, ora trasformato in una replica di Jason Blood, si offrì di riportargliela, avvertendolo però che la droga funzionava solo sui demoni purosangue come il tipo in cui fu trasformato quando Etrigan gliela rubò, significando che il riaverla indietro equivaleva al ritornare alla sua forma demoniaca per sempre. Cassidy fu poi traumatizzato dal sacrificio di Sargon lasciando che tutti gli eroi intervenissero nella Guerra dell'Inferno perché non uscisse da Nanda Parbat, e fu poi l'unico ad essere convinto a tornare negli Shadowpact da Detective Chimp.
Comparve con Zatanna e lo Straniero Fantasma alla tomba dissacrata di Batman, dove gli anelli neri presero il controllo di Crispus Allen. Mentre Zatanna fu inviata a radunare la Justice League, Blue Devil e lo Straniero Fantasma cercarono di fermare lo Spettro Lanterna Nera, fallendo miseramente. Lui e lo Straniero si diresse a Nanda Parbat, quando lo Straniero aiutò Deadman a rimuovere l'anello nero dal suo corpo. Blue Devil fu quindi inviato in missione dallo Straniero Fantasma a proteggere il corpo, dicendogli che era "di vitale importanza".

### The New 52
In The New 52, Blue Devil rovinò uno spaccio di droga e incappò in Fulmine Nero, che era li anche lui per occuparsi degli spacciatori. Giunsero alla conclusione che entrambi stavano cercando di incastrare il signore del crimine Tobias Whale, ma Fulmine Nero non credette a Blue Devil. Ci fu una colluttazione, ma Blue Devil riuscì ad avere la meglio sul collega e cercò di parlare con lui, quando furono interrotti dalla polizia di Los Angeles, che erano in procinto di aprire il fuoco. Sia Fulmine Nero che Blue Devil ne approfittarono per scappare.
Durante la storia di Forever Evil, Blue Devil fu tra gli utilizzatori di magia che furono catturati da Felix Faust e Nick Necro al fine di usarli come parte di un'arma che avrebbe sconfitto la creatura che distrusse la Terra del Sindacato del crimine.

## Poteri e abilità
Anche prima di diventare Blue Devil, Dan Cassidy era un acrobata e un grande artista marziale. Il suo costume comprendeva un'armatura in kevlar, vista e udito amplificati, ingranaggi radio, mini branchie che gli consentivano di respirare sott'acqua, e servo-motori che incrementarono la sua forza di almeno 20 volte. Dopo essere stato bloccato al suo interno, il suo costume divenne organico e ottenne l'abilità di ripararsi ad alta velocità. Le abilità di Cassidy sembrarono cambiare appena con la sua trasformazione in un demone reale.
La sua incarnazione corrente possiede un certo grado di super forza, rendendolo in grado di battersi con esseri come Eclipso, e di mettere fuori gioco Enchantress al massimo della sua potenza con un solo pugno. È anche notevolmente resistente ai danni fisici, evidenziati quando Eclipso lo gettò a una distanza di approssimativamente 500 metri d'altezza, non ebbe neanche bisogno del tempo per riprendersi prima di rialzarsi e riprendere a combattere.
Originariamente, Blue Devil aveva con sé un tridente di sua invenzione che incluse, tra le altre cose, un motore a razzo in grado di portare due persone ad alta velocità. Ora ha con sé il Tridente di Lucifero, che gli permette di trovare i demoni sulla Terra e di bandirli all'inferno. Durante una battaglia con Eclipso e lo Spettro, il tridente fu lanciato nell'oceano; fu ritrovato poco dopo da Aquaman che lo restituì a Cassidy, e che molto dopo fu donato a Jack of Fire.
Riassumendo brevemente la sua natura umana con un esocostume ancora più potente, a Cassidy fu restituito il suo tridente e donati poteri demoniaci da Jack of Fire, ma come "demone senza un'anima".

## Altre versioni

### Kingdom Come
In Kingdom Come, c'è un personaggio di sfondo chiamato Blue Devil II, un demone con la pelle color indaco con le ali e che fu visualmente basato su Chernabog, il demone del film Disney Fantasia.

### Tangent Comics
Nell'auto conclusivo del 1997 della Tangent Comics, Sea Devils, Blue Devil prestò il suo nome alla marca di birra servita al Pirata Nero al pub di Nuova Atlantide. Il padrone del pub indossava la maglietta con il logo di Blue Devil.

## In altri media

### Televisione
- Blue Devil è un personaggio secondario della serie televisiva "Swamp Thing" prodotta nel 2019 da DC Universe.
- Blue Devil comparve in alcuni episodi di Justice League Unlimited. Più che altro fu un personaggio di sfondo senza battute. Parlò solo nell'episodio finale della serie Il distruttore, dove ebbe una sola battuta in cui gridava a tutti di entrare nel Javelin.
- Blue Devil ebbe un cameo senza battute nell'episodio "Revelation" della serie animata Young Justice. Lo si vide aiutare Flash e Capitan Atomo a prevenire una fusione nucleare causata dal movimento di piante gigantesche. In "Agendas", Blue Devil è considerato per l'adesione nella Justice League. Il suggerimento però venne superato. Nell'episodio finale della serie "Endgame", lo si vide con la Justice League complottando di sabotare la tecnologia dei Reach giunta per distruggere il mondo.
- La locandina di un film su Blue Devil può essere visto su un bus di Starling City nell'episodio Il tempo della morte della seconda stagione della serie televisiva Arrow.
- Una locandina per il film "Blue Devil 2 - Hell to Pay" può essere visto al cinema visitato da Barry Allen e Iris West nell'episodio The Mist della serie televisiva The Flash.
- Una locandina per il film "Blue Devil" e il relativo interprete come affittacamere nella cittadina dove si svolge la serie "Dc's Swamp Thing" prodotta da James Wan.

Il personaggio arriverá poi in live action nella serie.

### Giocattoli
- Blue Devil fu il sesto personaggio ad essere rilasciato nella tredicesima serie della linea DC Universe Classic. Comparve nel suo tipico costume, e come accessorio ebbe il suo tridente.

### Varie
- Nell'adattamento a fumetti della serie Justice League Unlimited, Blue Devil comparve nel n. 25.